# 私の正論
『産経新聞presents 私の正論』（さんけいしんぶん プレゼンツ わたしのせいろん）は、2009年10月からニッポン放送で放送されている政治・社会世相評論トーク番組。

## 概要
月刊「正論」、および産経新聞朝刊オピニオン面の評論コラム「正論」のラジオ版相当である。「正論」に執筆するコラムニスト、評論家、政治家、団体役員ら（人名は正論大賞に記述）が交代で出演し、日本と世界の現状について見解を述べる。多くは「月刊正論」最新号の注目記事を執筆した関係者、年末か年始は当該年度の「正論大賞」受賞者、それぞれをゲストに招く。
ゲストは、番組開始当初は4 - 5週連続の月替りであったが、2020年4月に通年単独番組になって以後、原則として前中後編の3週連続出演を基本としている。

### インタビュアー
- 初代：松本秀夫 （当時ニッポン放送アナウンサー） - 2009年10月 - 2010年3月
- 2代：那須恵理子（当時ニッポン放送アナウンサー〈嘱託契約期間を含む〉） - 2010年4月 - 2022年3月
- 3代：吉崎典子 （元フジテレビジョンアナウンサー） - 2022年4月 -

## 放送日時
放送時間はいずれも約10分で、原則的にナイターオフシーズンは全国へ向けてネットされる。2017年度のみ、オフシーズンにワイド番組を構成し、通年で関東ローカルで放送した。2020年は、月曜日にオフシーズンのワイド番組が組まれず、プロ野球の開幕が延期されてオフ番組の放送形態が変則的となり、ワイド番組に内包を取り止めて通年で月曜日の独立番組として関東ローカルで放送された。2021年度も同じく対応した。
ニッポン放送は「産経新聞presents」の冠付きで産経新聞社提供だが、ネット局はノンスポンサー扱いで放送された。
- 現在 2020年10月 -  毎週月曜日18:10 - 18:20（独立）
  - 偶数月のスペシャルウィークの特別編成がある日、並びに日程調整の都合により、ニッポン放送ショウアップナイターが放送される日[3]は休止となる場合もある。
- 過去　
  - 2009年10月 - 2010年3月 毎週水曜日19:32ごろから10分間（「ショウアップナイターバッテリー」内）
  - 2010年4月 - 2010年9月 毎週月曜日20:50 - 21:00
  - 2010年10月 - 2011年3月　毎週水曜日19:40ごろから10分間（「広瀬香美 ラジオdeフォロ〜ミ〜」内）
  - 2011年4月 - 2011年9月　毎週月曜日20:50 - 21:00
  - 2011年10月 - 2012年3月 毎週水曜日19:40ごろから10分間（「松本ひでお 情報発見 ココだけ」内）
  - 2012年4月 - 2012年9月 毎週月曜日19:20 - 19:30　
  - 2012年10月 - 2013年3月 毎週水曜日19:40ごろから10分間（「松本ひでお 情報発見 ココだけ」内）
  - 2013年4月 -  2013年9月 毎週月曜日19:20 - 19:30
  - 2013年10月 - 2014年3月 毎週水曜日19:40ごろから10分間（「大谷ノブ彦 〜今日も一日〜 Good Job ニッポン」内）
  - 2014年4月 - 2014年9月 毎週月曜日20:00 - 20:10
  - 2014年10月 - 2015年3月 毎週水曜日19:40ごろから10分間（「今夜もオトパラ!」内）
  - 2015年4月 - 2015年9月 毎週月曜日20:00 - 20:10
  - 2015年10月 - 2016年3月 毎週水曜日19:40ごろから10分間（「今夜もオトパラ!」内）
  - 2016年4月 - 2016年9月 毎週月曜日20:20 - 20:30
  - 2016年10月 - 2017年3月 毎週水曜日19:40ごろから10分間（「今夜もオトパラ!」内）
  - 2017年4月 - 2017年9月 毎週月曜日20:20 - 20:30
  - 2017年10月 - 2018年3月 毎週水曜日18:18ごろから10分間（「今夜もオトパラ!」内）
  - 2018年4月 - 2018年9月 毎週月曜日20:20 - 20:30
  - 2018年10月 - 2019年3月 毎週水曜日19:35-19:45ごろ（「オリエンタルラジオ 中田敦彦のオールナイトニッポンPremium」内）[4]
  - 2019年4月 - 2019年9月 毎週月曜日19:20 - 19:30　
  - 2019年10月 - 2020年3月 毎週水曜日19:45ごろから10分間（「ザ・フォーカス」内）
  - 2020年4月 - 2020年9月 毎週月曜日19:20 - 19:30

放送終了後に、ストリーミング、ラジオクラウド、ポッドキャスト、各々で未放送箇所を含むディレクターズカット版として配信される。

### 特別番組
2025年1月1日（水曜日）15:30-16:30に、モラロジー道徳教育財団の特別協賛により、『産経新聞正論50周年・ニッポン放送開局70周年記念特別番組 私の正論新春スペシャル』として、藤井大拙（同財団企業センター長、麗澤大学客員教授、日本道経会理事）には「道徳経済一体思想に基づく三方よしの経営」、生田泰宏氏（生田産機工業（株）社長、同財団理事、日本道経会会長）には「中小企業に求められる道経一体経営の実績」をそれぞれテーマに吉崎との対談を行った。